# Phare de Point No Point (Maryland)
Le phare de Point No Point (en anglais : Point No Point Light), est un phare offshore à caisson situé au nord de l'embouchure de la rivière Potomac en baie de Chesapeake dans le Comté de Saint Mary, dans le Maryland. 
Il est inscrit au Registre national des lieux historiques depuis le 2 décembre 2002 sous le n° 02001425.

## Historique
La première demande de fonds pour construire ce phare a été faite en 1891, mais les fonds ne furent alloués qu'en 1901. En raison de l'emplacement exposé, un caisson pneumatique fut utilisé. Celui-ci a été construit en 1902 et remorqué sur le site en avril 1903, lorsqu'il a été sécurisé à un pilier provisoire. Comme pour la construction du phare de Baltimore Harbor, une série d'incidents ont suivi. Premièrement, la pile temporaire s’est effondrée, séparant deux couches de plaques de fer du caisson et le libérant de son amarre. Le caisson a été récupéré et réparé et mis en place en octobre de cette année. Cependant, en février 1904, la jetée provisoire est à nouveau détruite, cette fois par la banquise. Le caisson a survécu sans dommage et la lumière a été exposée pour la première fois le 24 avril 1905.
Bien que le feu ait été automatisé en 1938, il a été gardé jusqu'en 1962. Des rénovations ont été effectuées en 1989-2001 afin de mettre un terme à la détérioration de la structure désormais inoccupée. En 2006, comme d’autres phares du Maryland, il a été mis à la disposition des organismes à but non lucratif ou gouvernementaux désireux d’assumer la maintenance. En 2007, l’offre a été étendue aux particuliers. La vente aux enchères publique de la lumière a toutefois été annulée en février 2008 "en raison des exigences de sécurité de la marine américaine ".

## Description
Le phare  est une maison octogonale en briques de 3 étages de 11,5 m de haut, montée sur un caisson pneumatique cylindrique en fonte. La maison est peinte en blanc avec un toit noir et la lanterne est noire, le caisson est rouge.
Il émet, à une hauteur focale de 16 m, un bref éclat blanc de 0.6 seconde toutes les 6 secondes. Sa portée est de 9 milles nautiques (environ 17 km). Il est équipé d'une corne de brume émettant trois souffles toutes les 30 secondes, en continu du 15 septembre au premier juin.

## Caractéristiques dufeu maritime
Fréquence : 6 secondes (W)
- Lumière : 0.6 seconde
- Obscurité : 5.4 secondes

Identifiant : ARLHS : USA-630 ; USCG : 2-7560 ; Admiralty : J1974 .

### Lien connexe
- Liste des phares du Maryland